# Sad Place
Sad Place fue una banda mexicana de hardcore punk que a pesar de su duración de dos años (1997-1999), logró dejar una marca en la historia de la música underground. Se caracterizó por ser una banda rabiosa con tintes antifascistas, antirracistas, antireligiosos, libertarios, DIY, además de ser amantes del Skateboard y el BMX, como se puede notar en varias de sus canciones.

## Biografía
Formada en 1997, comenzaron a tocar covers de Union 13, Descendents, Suicidal Tendencies, entre otros. No tardaron mucho en empezar a componer su propia música, y así empezaron a presentarse en lugares locales, donde poco a poco fueron ganándose un pequeño grupo de seguidores. Componían su música con la filosofía del puro estilo punk de DIY, tratando temas que iban desde la política, hasta la práctica de BMX o skateboard. Su decadencia y separación tuvo lugar en 1999, cuando por acuerdo de los integrantes, se decidió disolver la banda.

## Integrantes

### Formación actual
- Atthene - batería (1997-1999)
- Sam Frazzetta - vocalista, guitarra
- Ali Ibsa - vocal de apoyo, bajo

### Exintegrantes
- Hugo Domínguez - batería (Demo 1997)
- Joel Webber - guitarra (1997 - 1998)
- Daniel Mijangos - guitarra (1998)

## Discografía

### Álbum de estudio
- Hate, Blood & Broken Bones (1998)

1. Inside
2. Skate in Hell
3. Ashes to me
4. Maldita Política, Sucias Mentiras
5. S.C.U.M.
6. Ready
7. Hate, Blood & Broken Bones
8. Fine Art
9. A Lot of Dead People
10. American
11. 150
12. Skateboard is My Lifestyle

### EPs
- Demo (1997)

1. Inside
2. Bored Youth
3. Street Meeting
4. BMX, Skate, & Zex

### Compilaciones
- I'ts Our Time (Recopilación, 1999)

1. Inside
2. BMX, Skate, & Zex